# Kazuaki Koezuka
Kazuaki Koezuka (født 10. februar 1967) er en tidligere japansk fodboldspiller.
Han har spillet for flere forskellige klubber i sin karriere, herunder Gamba Osaka.